# Блошка земляная чёрная
Блошка земляная чёрная, или блошка земляная южная (лат. Phyllotreta atra) — вид листоедов (Chrysomelidae) из подсемейства козявок (Galerucinae), один из самых опасных вредителей растений семейства крестоцветных.

## Описание
Чёрные жуки длиной около 3 мм. Имаго этого вида питаются листьями, стеблями соцветиями и стручками капусты (Brassica). Личинки развиваются на корнях крестоцветных. Зимуют жуки.

## Распространение
Встречается от западного палеарктического региона на восток до Монголии.